# 比貝爾施泰因

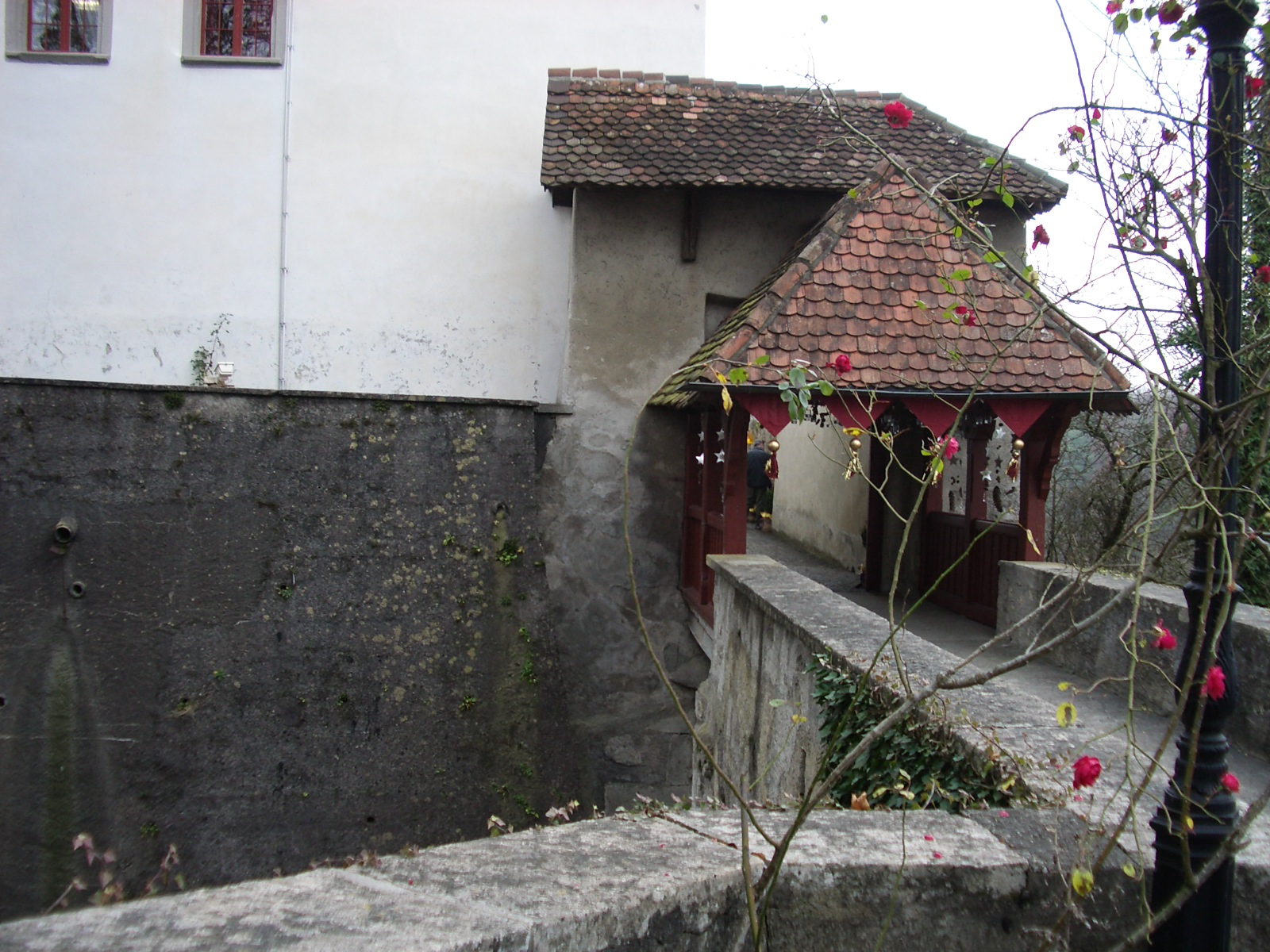

比貝爾施泰因是瑞士的城鎮，位於該國北部，由阿爾高州負責管轄，面積4.11平方公里，海拔高度391米，2012年人口1,451，六成人口信奉基督教，人口密度每平方公里353人。